# Svenska mästerskapen i banhoppning utomhus 2020
Svenska mästerskapen i banhoppning utomhus 2020 arrangerades av Falsterbo ryttareförening i Falsterbo som ett samlat mästerskap både för ponny och häst mellan den 9 augusti till den 16 augusti 2020. Banbyggare var Fredrik Malm för häst och Maria Alfredsson för ponny. Tävlingsledare var Jan-Olof Wannius.

## Resultat
| Placering | Ryttare                | Häst                   | Klubb                    |
| --------- | ---------------------- | ---------------------- | ------------------------ |
| 1         | Rolf-Göran Bengtsson   | Ermindo W              | Flyinge hästsportklubb   |
| 2         | Peder Fredricson       | H&M Crusader Ice (SWB) | Österlens ridklubb       |
| 3         | Malin Baryard-Johnsson | H&M Indiana            | Linköpings fältrittklubb |

| Placering | Ryttare        | Häst                | Klubb                              |
| --------- | -------------- | ------------------- | ---------------------------------- |
| 1         | Andre Brandt   | Thelma Hästak (SWB) | Skyrup Country Club ryttarförening |
| 2         | Kajsa Björe    | Fine Emmely         | Jump Club ridsportförening         |
| 3         | Wilma Marklund | Carlogero           | Piteå ridklubb                     |

| Placering | Ryttare             | Häst                  | Klubb                      |
| --------- | ------------------- | --------------------- | -------------------------- |
| 1         | Ingemar Hammarström | Captain Sparrow 5     | Österlens ridklubb         |
| 2         | Kajsa Björe         | Ballyshan Copa Cabana | Jump Club ridsportförening |
| 3         | Ebba Kewenter       | Nimbus                | Billdals ridklubb          |

| Placering | Ryttare             | Häst          | Klubb                           |
| --------- | ------------------- | ------------- | ------------------------------- |
| 1         | Emil Jönsson        | Be Special    | Flyinge hästsportklubb          |
| 2         | Lovisa Korneliusson | Citty Cat BIC | Hagens ridsportförening         |
| 3         | Ida Brunåker        | Carl 47       | Eskilstunaortens ryttarförening |

| Placering | Ryttare              | Häst            | Klubb                         |
| --------- | -------------------- | --------------- | ----------------------------- |
| 1         | Ebba Danielsson      | Cullintra Royal | Strömsholms ridsportförening  |
| 2         | Ella Ramnegård       | Munsboro Meg    | Mitt Hjärta hästsportförening |
| 3         | Sofia Everz Svanberg | For Fun TF      | Jump Club ridsportförening    |

| Placering | Ryttare                   | Häst                | Klubb                         |
| --------- | ------------------------- | ------------------- | ----------------------------- |
| 1         | Claudia Göpert            | Munsboro Spare Time | Värnamobygdens ryttarförening |
| 2         | Rebecca Falck Lagercrantz | Niva                | Jump Club ridsportförening    |
| 3         | Alicia Svensson           | Young Dylan         | Strömsholms ridsportförening  |

| Placering | Ryttare             | Häst                | Klubb                      |
| --------- | ------------------- | ------------------- | -------------------------- |
| 1         | Mathilda Hansson    | Sting´s Yaris       | Flyinge ryttarförening     |
| 2         | Melody Ohlinger     | Stald Fox's Mr Fox  | Jump Club ridsportförening |
| 3         | Nathalie Wennerhorn | Blaengwen Kato Star | Rastaborg ridklubb         |